# Copiopteryx andensis
Copiopteryx andensis är en fjärilsart som beskrevs av Lemaire 1974. Copiopteryx andensis ingår i släktet Copiopteryx och familjen påfågelsspinnare. Inga underarter finns listade i Catalogue of Life.